# The Unattractive Revolution
The Unattractive Revolution Es el segundo álbum de estudio de la banda sueca de glam metal Crashdïet. Se publicó el 3 de octubre de 2007 y debutó en la undécima posición de las listas suecas. Fue el primer y último álbum del vocalista del grupo H. Olliver Twisted, que reemplazó al fallecido Dave Lepard.

## Lista de temas (duración)
- "In the Raw" (3:46)
- "Like a Sin" (2:55)
- "Falling Rain" (4:46)
- "I Don’t Care " (4:01)
- "Die Another Day" (4:24)
- "Alone" (3:47)
- "Thrill Me" (4:45)
- "Overnight" (4:04)
- "XTC Overdrive" (4:02)
- "Bound to be Enslaved" (3:34)
- "The Buried Song" (3:49)

## Sencillos
- "In the Raw"
- "Falling Rain"

## Formación
- H. Olliver Twisted – Voz/Cantante
- Martin Sweet – Guitarra/Coros
- Peter London – Bajo/Coros
- Eric Young – Batería

### Músicos adicionales
- Mick Mars – Guitarra rítmica en los temas "I Don't Care" y "Alone"

## Posición en listas musicales

### Álbum
| Año  | Lista  | Mejor posición |
| ---- | ------ | -------------- |
| 2007 | Suecia | 11             |

### Sencillos
| Título       | Año  | Lista  | Mejor posición |
| ------------ | ---- | ------ | -------------- |
| In the Raw   | 2007 | Suecia | 35             |
| Falling Rain | 2008 | Suecia | –              |